# Acidification des sols

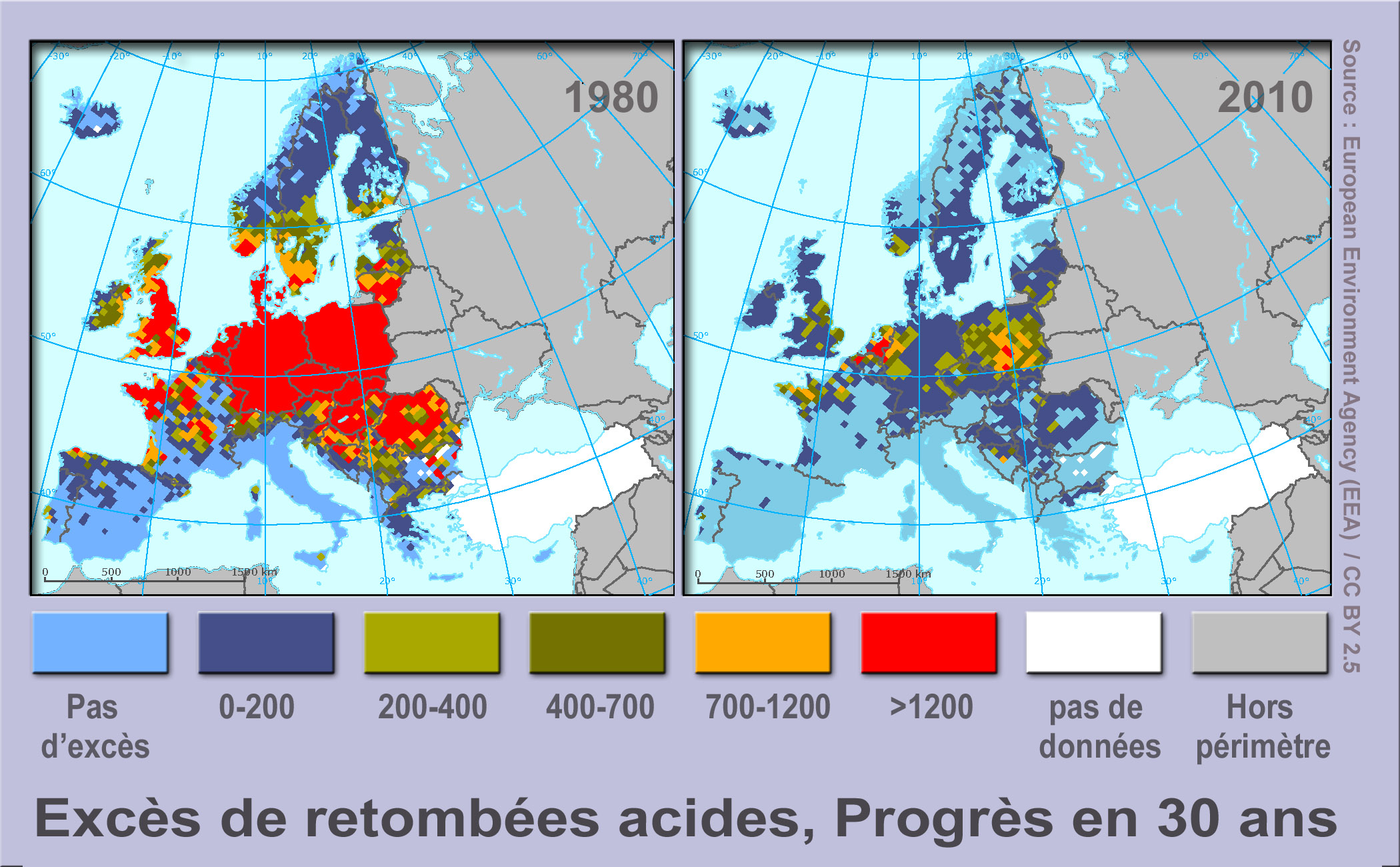
En Europe, les efforts de diminution des intrants et retombées acides (fuel, gaz désoufrés, recul du charbon) ont porté leurs fruits (pour le et certains COV notamment, et moindrement pour les (à cause des transports et des engrais), et). Les dépassements de la « charge crititique » de retombées acide sont en diminution (unité : eq ha-1a-1). Attention, sur cette carte de l'Agence européenne pour l'environnement, les valeurs pour 2010 (carte de droite) étaient les valeurs-cibles prévues par l'adhésion à la mise en œuvre de la directive NEC (ces cibles peuvent ne pas avoir été atteintes).

Pour les articles homonymes, voir Acidification.
L’acidification des sols est une notion importante en agriculture et sylviculture car c'est un processus influençant la fertilité des sols cultivables et augmentant la biodisponibilité de certains toxiques (métaux lourds) naturellement ou artificiellement présent dans les sols.
C'est une notion différente de l'acidité des sols issue de l'altération des silicates.
Bien que l'acidification soit naturelle dans certains contextes géomorphologiques (ex. : tourbière acide), l’homme, par ses activités (pollution atmosphérique, engrais, activités minières…), peut fortement l'aggraver. Les sols artificiellement acidifiés sont plus vulnérables à l'érosion. Et de nombreux polluants y sont plus actifs, car plus biodisponibles. La part des acides naturels (acides organiques essentiellement) et des acides d'origine anthropique pourrait jouer un rôle dans la gravité des effets environnementaux et sanitaires.

Tendances et variation globale des pH des sols dans le monde
: sols acides ou acidifiés
: pH plutôt neutre
: sols alcalins
■ : absence de données.

## Éléments de définition
L'acidité d'un sol se définit par son potentiel hydrogène (pH).

En dessous d'un certain seuil (5,47 sur l'échelle pH), le sol est considéré acide en biologie. Pour la plupart des plantes cultivées, l'acidité limite l'activité biologique (fertilité) et sa structure même est dégradée. En effet, l'acidité a une influence sur l’assimilation des nutriments et oligo-éléments par une plante, ainsi que sur la présence des racines profondes ou des vers de terre qui structurent et aèrent le sol. Pour un pH < 4,5 notamment, l'Aluminium devient soluble et donc plus disponible dans le sol, ce qui séquestre le Phosphore et peut induire des dommages aux racines (surtout l'apex) qui sont les premières à montrer des signes de toxicité.De plus dans un sol acide, les métaux lourds et radionucléides sont beaucoup plus mobiles et bioassimilables (voir biodisponibilité).
Les résineux, quand ils sont densément présents, acidifient naturellement la litière et le sol[réf. nécessaire] sous les arbres (voire au-delà si ruissellement) ce qui entraîne à la longue une stérilisation d'abord superficielle puis plus profonde. Le sous-sol superficiel capte moins de carbone et perd une partie de sa vie biologique (moindre présence de micro-organismes, de vers de terre, de larves… traditionnels des sols arables). Seules les plantes acidophiles résistent ou s'installent (lierre, myrtille, certains lichens et champignons…). Il en va de même dans les zones humides avec les tourbières à sphaignes, dont l'acidité sélectionne quelques espèces de plantes acidiphiles (ex. : molinie bleue, bruyères…), dont certaines remarquables par leurs adaptations (ex. : droseras).
Avec la valorisation moderne des déchets dégradables par les particuliers pour faire du compost il est à noter que le placement du composteur sous un résineux (donc sur un sol acide dépourvu de vers) peut ralentir le processus de compostage, mais ne l'arrête pas. Réaliser un apport de vers de terre rouge, appelés vers de fumier, peut aider.

## Sols agricoles et forestiers
Les sols pauvres en calcaire (granitique, schisteux et tourbeux) sont très sensibles à l'acidification. L'agriculteur (comme le jardinier) peut corriger un « excès » (« excès » devant ici être entendu du point de vue de la rentabilité agronomique, car les sols naturellement plus acides peuvent aussi présenter une haute biodiversité ou des espèces plus rares) d'acidité par épandage de chaux, appelé « chaulage », avec un dosage qui peut être calculé après analyse du pH du sol.
Les indications nécessaires sont le pH du sol, sa capacité d'échange cationique (CEC) ainsi que l'état de saturation de la CEC par les ions autres que hydrogène. Une augmentation du pH vise un pH de 6,5 à 7, cependant, il n'est pas conseillé d'augmenter le pH de plus d'une unité car la vie microbienne du sol en serait fortement affectée.
La vie du sol est en effet directement affectée par un excès d'acide comme par un excès de base.

### Sylviculture

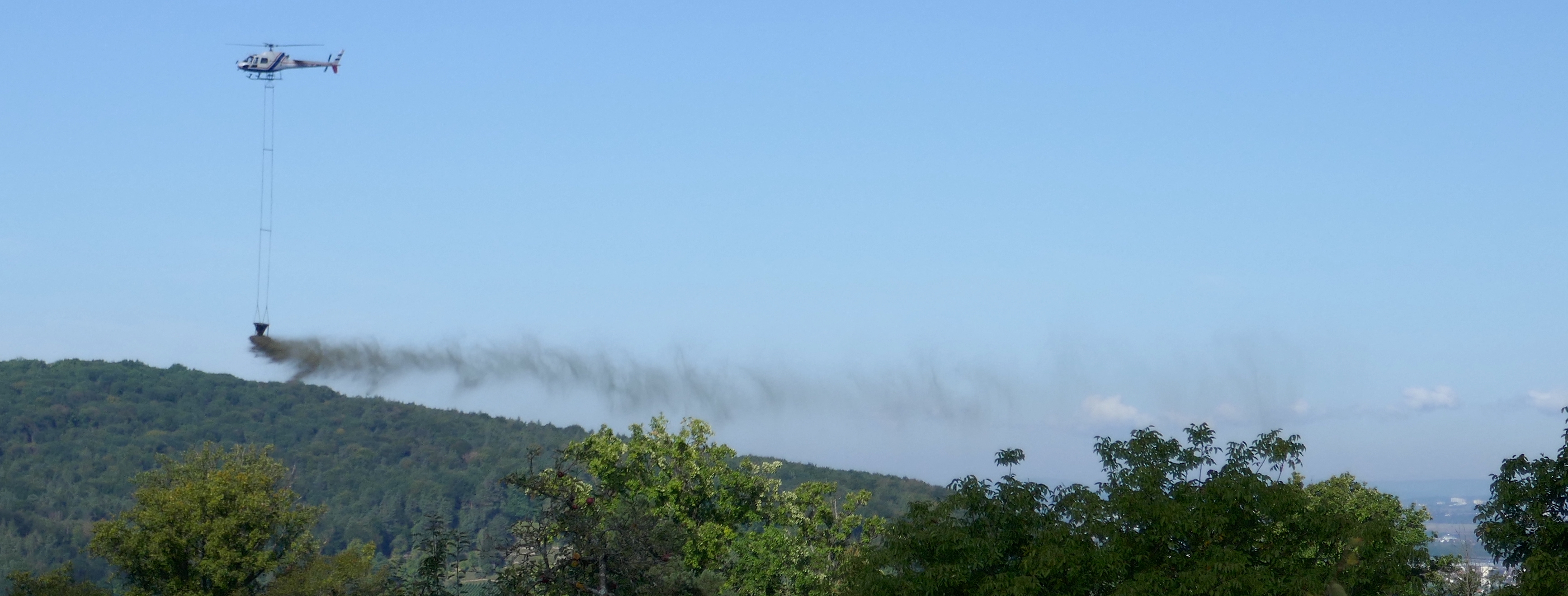
Chaulage par hélicoptère.

L'acidification de sols déjà naturellement acides, par exemple importante en Europe du Nord, conduit à fragiliser les écosystèmes forestiers.
Le chaulage par hélicoptère ou au sol de sols et lacs acidifiés a été testé.

Il semble au moins provisoirement pouvoir favoriser les populations et l'activité de certains champignons mycorhizateurs (ex. : Clavulina cristata (à forte activité glucuronidase), Lactarius subdulcis (à forte activité laccase) ou Xerocomus pruinatus caractérisé par une importante activité leucine-aminopeptidase).

## Toxicologie,écotoxicologie
Dans un milieu naturel ou sur les sites et sol pollués, certains éléments toxiques posent des problèmes de toxicité aggravés, car ils sont mieux solubilisés grâce aux pH faibles. C'est le cas du plomb (facteur de saturnisme pour l'homme, mais aussi de saturnisme animal, qui peut notamment toucher les espèces-gibier. C'est aussi le cas de l'aluminium (on parle alors de « toxicité aluminique »), de radionucléides, etc.

## Rétroaction sur le climat
Depuis la révolution industrielle, la tendance est à l'acidification des pluies, des eaux douces et des océans, laquelle peut libérer une partie du carbone stocké dans les roches sédimentaires. Ce CO2 issu de l'altération de roches calcaires peut rétroactivement contribuer à accélérer le réchauffement du climat terrestre, au moins sur des échelles de temps millénaires à géologiques.
L'Observatoire hydrosédimentaire de montagne Draix-Bleone (Alpes-de-Haute-Provence, France) a mesuré in situ ce flux spécifique de CO2 durant 2,5 ans ; il varie saisonnièrement (× 5 en été par rapport à l'hiver), augmente avec la température ambiante, et est comparable à celui de la respiration du sol. Il augmente d'un facteur 2,2 quand la température croît de 10 °C . Il a donc, dans l'histoire géologique, contribué au forçage du carbone à la surface de la Terre.